# Rhadinopsylla alticolae
Rhadinopsylla alticolae är en loppart som beskrevs av Smit et Rosicky 1973. Rhadinopsylla alticolae ingår i släktet Rhadinopsylla och familjen mullvadsloppor. Inga underarter finns listade i Catalogue of Life.